# 슈퍼다이노
《슈퍼다이노》(영어: Super Dino, 중국어: 龙宝小英雄)는 에스에이엠지 엔터테인먼트가 제작한 대한민국의 애니메이션으로, 2022년 3월 27일부터 2023년 3월 26일까지 오전 7시 20분에 SBS TV에서 방영했다.

## 방송 일시
| 방송 채널 | 방송일                            | 방송 시간 |
| --------- | --------------------------------- | --------- |
| SBS TV    | 2022년 3월 27일 ~ 2023년 3월 26일 | 종료      |

## 등장인물
- 디노(영어: Deano, 중국어: 丁丁)
- 해리(영어: Harry, 중국어: 波波)
- 케라(영어: Cera, 중국어: 美美)
- 벤(영어: Ben, 중국어: 贝贝)
- 윈디(영어: Windy, 중국어: 菲菲)
- 조이(영어: Joy, 중국어: 小珍)
- 조지(영어: George, 중국어: 乔知爷爷)
- 맥스(영어: Max, 중국어: 阿麦)

## 목소리 출연
- 남도형: 디노
- 정의진: 해리
- 장은숙: 케라
- 정재헌: 벤, 맥스
- 장예나: 윈디
- 조경이: 조이, 스피노
- 이민규: 조지
- 홍범기: 티라
- 박시윤: 벨로, 파라, 람비, 라라

## 제작진
- 총괄 프로듀서: 박재용(제1화 ~ 제20화) → 유윤재(제21화 ~ ), 김수훈
- 프로듀서: 권영숙
- 감독: 김승주
- 조감독: 김영진
- 연출팀: 배가영
- 제작 총괄 프로듀서: 이재호
- 기획 프로듀서: 이희진, 안혜신
- 제작 프로듀서: 조경석
- 제작 코디네이터: 남경원
- 시나리오 수퍼바이저: 신현덕, Eric Scot Shaw(제27화 ~ )[5]
- 시나리오 작가: 윤효현, 전영하, 최인희, 최현아, 김지현, 송지혜, 김지훈, 휴먼엔터테인먼트
- 배경 디자인: 박용주, 조광진, 이광수, 이동진(런치박스), 안광수
- 캐릭터/메카닉 디자인: 박용주, 조광진, 이광수, 최현, 이화진, 이동진(런치박스), 웨일스튜디오, Pingo Entertainment, 내일공방
- 스토리보드 슈퍼바이저: 전성우
- 스토리보드: 김용식, 이정호, 김민지, 이은주, 안상욱, 김영덕, 김희경, 류은전, 스튜디오토리, TOONZ, 웨일스튜디오, 안광수
- 모델링 수퍼바이저: 이승연, 김상기
- 모델링: 조윤주, 조미정, 이현일, 조성래, 김다운, 웨스토, 핑고엔터테인먼트, 웨일스튜디오, 오세현
- 리깅 수퍼바이저: 장경수
- 리깅: 장우영, 서우현, 이은혜, 김해빈, 서진이
- 애니메이션 수퍼바이저: 박세나
- 애니메이션: 전경혜, 김영지, 고혜영, 김언조, 정윤정, 이솔희, 배혜정, 허양우, 문가은, 채혜인, 김지현, 박종우, 이수진, 최은지, 이종민, 박사라, 김세영, 최유나, 조미애
- 메인 프로덕션 외주제작: Pingo Entertainment
- 제작관리: 송한나, 이수현, 배원준, 강윤희, 김경은, 박샤넬
- 디자인: 이서영, 김용국, 정수현
- 디자인 외주제작: 블랙
- 모델링: 박홍순, 김아연, 문소리, 이재희, 김현경, 황혜린, 김유신, 이정은, 이상현, 김유미, 네이비
- 리깅: 김태진, 이동재, 이권재, 지희선, Art and Technology
- 애니메이션 외주 제작: 파니웍스, 재미진, 피어스
- 애니메이션: 선수민, 신혜원, 이창호, 박승아, 김형민, 박민선, 김슬아, 곽덕호, 박지민, 강은혜, 조은정, 안중기, 지정한, 문상해, 조승민, 이연주, 김우진, 채다호, 유지은, 송진섭
- 라이팅/렌더링/합성: 소복순, 이소희, 김종환, 박서희, 김송이, 이혜진, 강혜련, 홍지혜
- 라이팅/렌더링/합성 외주 제작: 네이비, 피어스, 재미진, 무니케이, 비전트리, 프리키
- FX: 김태원, 한지은
- FX 외주 제작: 비전트리
- 영상 편집: 진정원
- 사전 녹음: 곽지훈, 강한길, 길군호, 서나래, 서정은, 이범희, 이서연, 임주희, 장효찬, 전규민, 진수범
- UHD리마스터링: 남아영
- 종합 편집: 황돈희
- 종편 CG: 정혜경
- 조연출: 이지현
- 사업총괄: 최재원
- 전략기획: 김민정, 조혜민, 김미지, 신진선
- 완구사업: 김영봉, 유병민, 김소정, 양은주, 이해숙, 한정엽, 박정규, 공지수, 한성호, 김형태, 이기성, 김림범, 안효익, 이민영, 김다혜, 이현주, 김보배
- 제휴사업: 유시연, 배상민, 신진선
- 해외사업: 민현기
- 중국사업: 최원, 고아흔, 정경인
- 마케팅: 채혜지, 이경진, 양혜정, 김승우, 왕하림, 이정윤
- 뉴미디어: 조현지, 김소연, 한진희, 김석희
- 디자인연구소: 심윤선, 김유진, 양나령, 임지은, 박지훈, 문지원, 김효송, 김수정, 김나리, 박나현
- 경영관리: 윤원기, 김하늘, 박정아, 김진숙, 이소정, 양승경, 이수현, 임성현, 박종현, 송민석, 신봉준, 김지현, 정승엽, 이성도
- 녹음 / 믹싱: 뜻밖의녹음실
- 음악: 뜻밖의녹음실, 사운즈쿨
- 음악 감독: 김태호
- 작편곡: 김정아, 최창국, 박진현, 이태훈, 정지은
- 주제가 작곡: 뜻밖의 녹음실
- 주제가 작사: SAMG Entertainment
- 주제가 노래: 이정은
- 음향효과: 김동영, 박새론, 김호성
- 오디오 마스터링: 김태호
- 더빙 연출: 심정희
- 기획: SBS
- 제작: SAMG ENTERTAINMENT
- 저작권: SAMG ENTERTAINMENT All Rights Reserved.

## 방영 목록
| 회차       | 제목                       | 방송 일자        |
| ---------- | -------------------------- | ---------------- |
| 1화        | 슈퍼다이노 렉스팀          | 2022년 3월 27일  |
| 2화        | 길을 잃은 거대한 공룡      | 2022년 4월 3일   |
| 3화        | 이가 아픈 티라             | 2022년 4월 10일  |
| 4화        | 지진이 일어났어요!         | 2022년 4월 17일  |
| 5화        | 기차를 멈춰야 해           | 2022년 4월 24일  |
| 6화        | 작아진 도키                | 2022년 5월 1일   |
| 7화        | 위험하고 무서운 불         | 2022년 5월 8일   |
| 8화        | 위험천만 스키장            | 2022년 5월 15일  |
| 9화        | 고집쟁이 아저씨            | 2022년 5월 22일  |
| 10화       | 도둑이야!                  | 2022년 5월 29일  |
| 11화       | 할아버지는 슈퍼히어로      | 2022년 6월 5일   |
| 12화       | 라라 구조작전              | 2022년 6월 12일  |
| 13화       | 거짓말쟁이 벨로            | 2022년 6월 19일  |
| 14화       | 티라의 새 친구             | 2022년 6월 26일  |
| 15화       | 공룡복제소동               | 2022년 7월 3일   |
| 16화       | 아슬아슬 피겨스케이팅      | 2022년 7월 10일  |
| 17화       | 위기의 렉스팀              | 2022년 7월 17일  |
| 18화       | 파라의 달나라 여행         | 2022년 7월 24일  |
| 19화       | 늦어서 미안해              | 2022년 7월 31일  |
| 20화       | 엄마를 잃어버린 아기티라노 | 2022년 8월 7일   |
| 21화       | 크레인 대소동              | 2022년 8월 14일  |
| 22회       | 디노의 용기                | 2022년 8월 21일  |
| 23회       | 조이의 휴일                | 2022년 8월 28일  |
| 24화       | 미니의 아찔한 생일         | 2022년 9월 4일   |
| 25화       | 쿵쿵타운의 차량도둑        | 2022년 9월 11일  |
| 26화       | 달려라 샤샤!               | 2022년 9월 18일  |
| 27화       | 쿵쿵화산 대폭발            | 2022년 9월 25일  |
| 28화       | 토미 할아버지의 기관차     | 2022년 10월 2일  |
| 29화       | 보물찾기 대소동            | 2022년 10월 9일  |
| 30화       | 공포의 타르보사우루스      | 2022년 10월 16일 |
| 31화       | 라브도돈섬에 갇힌 벤       | 2022년 10월 23일 |
| 32화       | 공룡소녀 비비              | 2022년 11월 6일  |
| 33화       | 전설의 익룡 코아           | 2022년 11월 13일 |
| 34화       | 명예 소방관 파키           | 2022년 11월 20일 |
| 35화       | 진짜 디노는 누구?          | 2022년 11월 27일 |
| 36화       | 집을 잃은 포시오마누스     | 2022년 12월 4일  |
| 37화       | 로키는 말썽꾸러기          | 2022년 12월 11일 |
| 38화       | 비비와 쿠가가 놀러왔어요   | 2022년 12월 18일 |
| 39화       | 세상에서 제일 작은 공룡    | 2022년 12월 25일 |
| 40화       | 지하수를 찾아라            | 2023년 1월 1일   |
| 41화       | 쿵쿵타운의 무법자          | 2023년 1월 8일   |
| 42화       | 밧줄에 걸린 아르켈론       | 2023년 1월 15일  |
| 43화       | 거대 고양이 소동           | 2023년 1월 22일  |
| 44화       | 아기가 된 디노             | 2023년 1월 29일  |
| 45화       | 말썽쟁이 암모나이트        | 2023년 2월 5일   |
| 46화       | 무서운 모래폭풍            | 2023년 2월 12일  |
| 47화       | 얼어붙은 본부              | 2023년 2월 19일  |
| 48화       | 떠내려간 빙하              | 2023년 2월 26일  |
| 49화       | 데굴데굴 눈덩이 소동       | 2023년 3월 5일   |
| 50화       | 리비아탄 구조작전          | 2023년 3월 12일  |
| 51화       | 풍선에 갇힌 공룡들         | 2023년 3월 19일  |
| 최종화(52) | 무서운 태풍                | 2023년 3월 26일  |

## 결방 및 편성안내
- 2022년 10월 30일: 뉴스특보 - 이태원 압사 사고의 관계로 인해 결방되었다.

## 완구 제품

### 변신 로봇 시리즈
- 01. 디노 폴리스
- 02. 해리 파이어
- 03. 케라 앰뷸런
- 04. 벤 빌드
- 05. 윈디 스카이
- 06. 브라키오 크레인
- 07. 트리톤 트럭
- 08. 프테라 에어플레인